# Microcytherura kerryswansoni
Microcytherura kerryswansoni is een mosselkreeftjessoort uit de familie van de Cytheruridae.